# Королева ничего
«Королева ничего» (англ. The Queen of Nothing) — последняя книга из трилогии романов «Folk of the air», написанная американской писательницей Холли Блэк. В трилогию входят также романы Жестокий принц (англ. The Cruel Prince) и Злой король (англ. The Wicked King).
Вышедшая в ноябре 2019 года «Королева ничего» дебютировала на 3-м месте в списке бестселлеров New York Times. А в 2020 году победила в Goodreads Choice Awards в номинации «Фэнтези и научная фантастика для молодёжи» (Young Adult Fantasy & Science Fiction).

## Сюжет
События книг разворачиваются в волшебной стране Фейриленд (англ. Elfhame), в которой проживают существа, называемые фейри. Главной героиней книг является обычная девушка по имени Джуд Дуарте, родившаяся в мире людей и имеющая двух сестёр, сестру-близнеца Тарин Дуарте и старшую сестру Вивьен. Старшая сестра Джуд — наполовину фейри, наполовину человек, поэтому девушки и оказываются в магическом мире, когда ещё в детстве их забирает родной отец Вивьен к себе в поместье, выращивая всех троих дочерей как родных.
Книга является последней в трилогии и рассказывает о событиях после изгнания Джуд Дуарте из королевства и логически завершает серию.

## Персонажи
- Джуд Дуарте
- Тарин Дуарте
- Вивьен
- Кардан
- Оук
- Лок
- Никасия
- Ориана

- Мадок
- Балекин
- Другие

## Книги трилогии
- Жестокий принц (англ. The Cruel Prince)
- Злой король (англ. The Wicked King)
- «Королева ничего» (англ. The Queen of Nothing)